# Hemithorakion
Ein Hemithorakion (altgriechisch ἡμιθωράκιον hēmithōrákion, aus ἡμι… hēmi…, deutsch ‚halb‘ und einer Verkleinerungsform von θώραξ thṓrax, deutsch ‚Brust, Brustpanzer‘; die Übersetzung lautet also in etwa „kleiner halber Brustpanzer“) war eine antike griechische Rüstung.

## Beschreibung
Das Hemithorakion schützte nicht den gesamten Rumpf, sondern nur den Brustkorb. Am Rücken wurde die Rüstung mit Schnüren zusammengebunden. Oft war das Hemithorakion wie die Linothorax aus Leinen gefertigt, aber auch Hanf war gebräuchlich. Es wurde im makedonischen Heer von Offizieren getragen und diente mehr als Symbol für den Rang eines Offiziers denn als wirklicher Schutz. Das Hemithorakion wurde daher oft zusätzlich zu anderen Rüstungen getragen. In einem um 200 v. Chr. erlassenen Dekret aus Amphipolis wird das fehlende Anlegen des Hemithorakion im Feldlager für die Hegemonoi, die Offiziere, mit einer Drachme als Strafe belegt.
Als Erfinder dieser Rüstung wird bisweilen der thessalische Tyrann Jason von Pherai genannt, der als solcher bei Iulius Pollux überliefert wird.